# Régiments d'infanterie français d'Ancien Régime (H)
Cet article présente la liste des régiments d'infanterie français d'Ancien Régime, commençant par la lettre H.

## H
- Régiment de Hainaut (1684-1762)

Ce régiment est créé sous ce titre, le 4 septembre 1684, et donné à Nicolas-Simon Arnaud, marquis de Pomponne. Engagé dans la guerre de la Ligue d'Augsbourg il est envoyé dans l'armée des Alpes, et participe à la bataille de Staffarda en 1690, à la conquête du comté de Nice et de la Savoie en 1691. Il est donné le 8 septembre 1692 à N. de Morstein, comte de Châteauvilain qui le mène à l'armée de Flandre, et est engagé au siège de Charleroi en 1693 et à la défense de Namur en 1695 durant laquelle le colonel y est tué. Il est donné le 17 septembre 1695 à Henri-Antoine de Ricouard, marquis d'Hérouville et sert en Flandre jusqu'à la paix. Dans le cadre de la guerre de Succession d'Espagne il est affecté à l'armée du Rhin, et assiste à la bataille de Friedlingen en 1702, au siège de Kehl en 1703, puis il passe dans les Cévennes, et combat les Camisards jusqu'en 1705, ou il passe sur les Alpes, et participe à la prise de Nice en 1705, au siège de Turin en 1706 puis il rejoint l'armée d'Espagne de 1707 à 1709, l'armée de Flandre en 1710 avec laquelle il participe à la bataille de Denain en 1712. Il est ensuite employé de 1713 à 1718 à la démolition des fortifications de Dunkerque. Il est donné le 15 mars 1718 à Florent-Claude, marquis du Châtelet-Lomond. Il se trouve au camp de la Meuse en 1727 puis il est engagé dans la guerre de Succession de Pologne. et chargé de l'occupation de la Lorraine en 1733, puis il assiste au siège de Philisbourg en 1734. Il est donné 1er mars 1738 à Marc-Antoine, marquis de Custines. Dans le cadre de la guerre de Succession d'Autriche il rejoint à l'armée de Flandre en 1742, puis l'armée du Bas-Rhin, avec laquelle il se trouve à la bataille de Dettingen en 1743. Il est donné le 22 août 1743 à N. de Beauveau, comte de Craon qui le dirige à l'armée de Flandre en 1744 avec laquelle il participe au siège de Tournai, et à la bataille de Fontenoy en 1745 durant laquelle le colonel est tué et remplacé le 11 mai 1745 par Antoine-Adrien-Charles de Gramont, comte d'Estaires avec lequel il se trouve aux sièges de Bruxelles et de Mons, et à la bataille de Rocoux en 1746, à la conquête de la Flandre hollandaise, à la bataille de Lauffeld, et au siège de Berg-op-Zoom en 1747. Il est donné 1er janvier 1748 à Jean-Baptiste-François Colbert de Croissy, marquis de Sablé avec qui il participe au siège de Maëstricht, en 1616. Le 10 février 1749, il reçoit l'incorporation du régiment des Landes. Durant la guerre de Sept Ans il participe à l'expédition de Minorque en 1756 puis il sert sur les côtes françaises, de 1757 à 1762. Il est licencié le 25 novembre 1762. Les cinq drapeaux d'ordonnance de Hainaut avaient deux carrés opposés, présentant deux triangles aurore sur fond bleu, les pointes vers le bord du drapeau. Dans les deux autres carrés, les triangles étaient bleus sur fond aurore. Ce régiment portait habit et culotte blancs; veste, collet et parements rouges; boutons jaunes; poches carrées, garnies de neuf boutons; trois boutons sur la manche; chapeau bordé d'or.

Régiment de Hainaut (1684-1762)
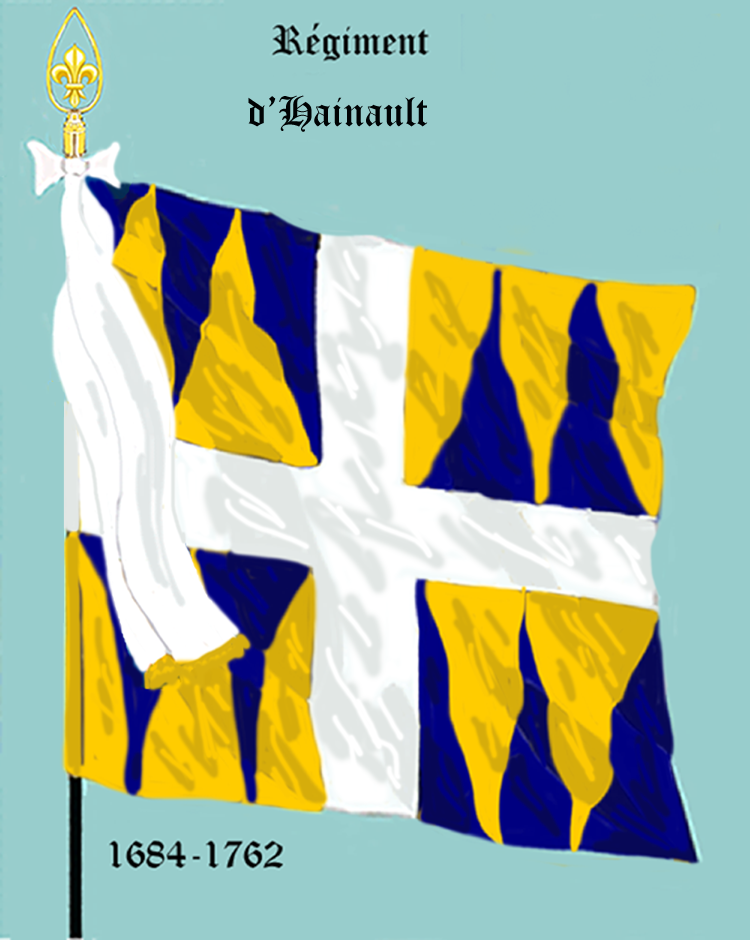

- Régiment de Hainaut

C'est l'ancien régiment de Royan (1761-1762), est renommé « régiment de Hainaut » en 1761. Par ordonnance du 30 janvier 1778, la compagnie de grenadiers du bataillon de garnison du régiment forme le régiment des grenadiers royaux de la Picardie. Le « régiment de Hainaut » est devenu depuis la Révolution le 50e régiment d'infanterie de ligne.

Régiment de Hainaut (1761-1791)
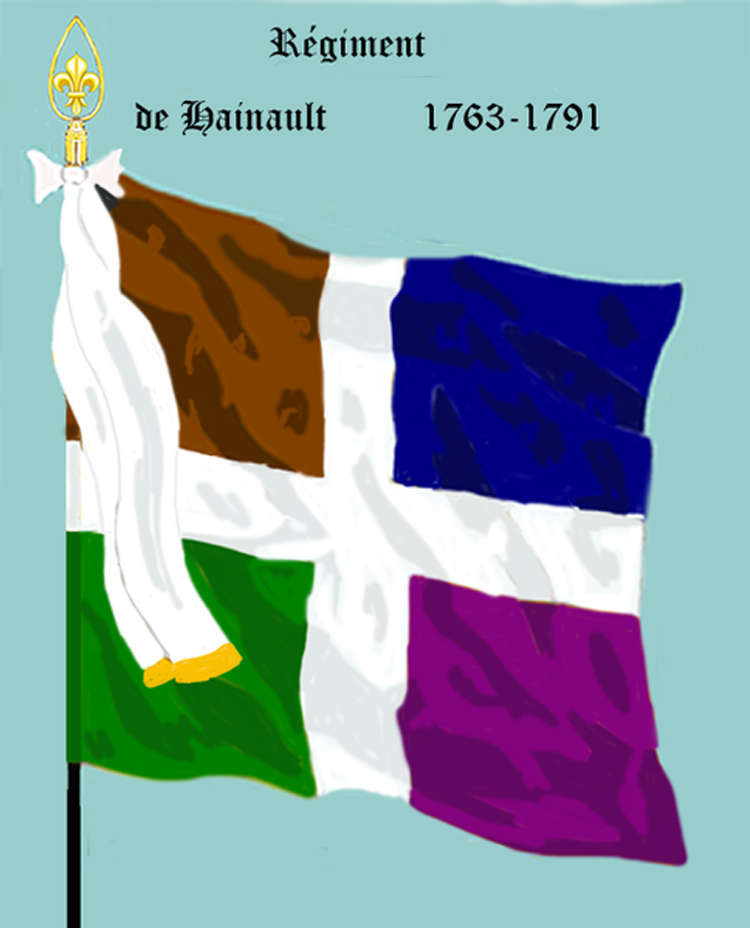

- Régiment de Hallwyl 

C'est l'ancien régiment de Karrer, est renommé « régiment de Hallwyl » après avoir été donné le 21 août 1752 à Jean-François-Joseph, comte de Hallwyl. Engagé dans la guerre de Sept-Ans le régiment se trouve partagé entre Saint-Domingue, La Martinique, La Louisiane et Rochefort. Il est licencié le 1er juin 1763. Ce régiment avait quatre drapeaux. Le drapeau colonel était semé de fleurs de lys d'or avec la devise : Fidelitate et honore, terrâ et mari. Les drapeaux d'ordonnance étaient divisés dans chaque carré en flammes rouges, bleues et jaunes. L'uniforme consistait en habit rouge, doublure, veste et culotte bleues, boutons et boutonnières blancs, chapeau galonné d'argent.

Régiment de Hallwyl 1752-1763)
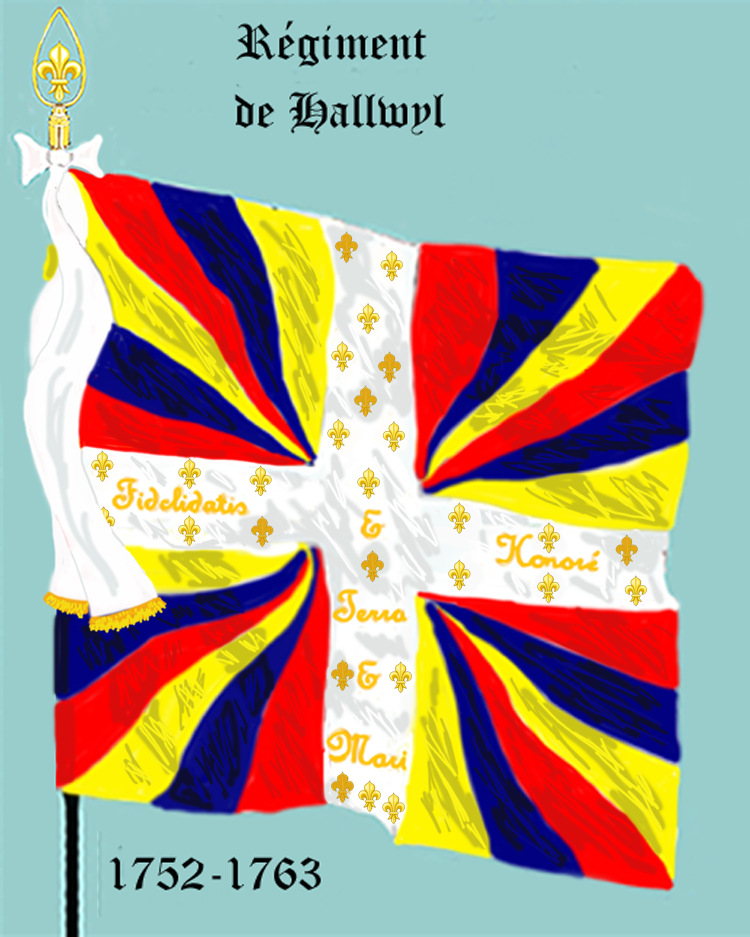

- Régiment d'Halwyn (1619-1633)

Ce régiment est levé 26 février 1619 par de Charles de Schomberg, duc d'Halwyn. Réformé le 2 juin 1619, il est rétabli le 5 juillet 1620 et mis en garnison dans le Poitou jusqu'à son licenciement en 1633.
- Régiment d'Halwyn (1622-1623) 

Ce régiment allemand est levé le 3 mars 1622 par Charles de Schomberg, duc d'Halwyn pour participer à la répression de la première rébellion huguenote. Il est licencié le 14 février 1623 après la paix de Montpellier.
- Régiment d'Hamat 

C'est l'ancien régiment de Weinley, qui est renommé « régiment d'Hamat » après avoir été donné en 1709 à N. d'Hamat. Engagé dans la guerre de Succession d'Espagne il est licencié en 1712.
- Régiment d'Hamilton (1671-1678) 

Ce régiment anglais est levé le 30 avril 1671 par Georges, comte d'Hamilton-Albercorne dans le cadre de la Guerre de Hollande. Il est engagé dans la campagne de Hollande en 1672, la campagne de Westphalie en 1673 durant laquelle il se trouve aux batailles de Sintzheim, d'Entzheim et de Mulhausen en 1674, aux combats de Turckheim et Altenheim en 1675. Le colonel est tué en 1676 près de Saverne. Il est ensuite présent à la bataille de Kokersberg et au siège de Fribourg en 1677. Il est incorporé le 10 mars 1678 dans le régiment de Furstemberg (1670-1686).
- Régiment d'Hamilton (1679-1685)

C'est l'ancien régiment de Navailles (1674-1679), qui est renommé « régiment d'Hamilton » en janvier 1679 et qui prend le nom de régiment de Jarzé (1685-1691) en 1685.
- Régiment d'Harcourt (1637-1672)

Le régiment est levé le 5 août 1637 par Henri de Lorraine, comte d'Harcourt dans le cadre de la Guerre franco-espagnole. Le régiment est embarqué en 1637 sur la flotte du comte d'Harcourt avec laquelle il participe à la reprise des îles de Lérins, puis au secours de Leucate. Réformé en 1640, il est rétabli le 2 novembre 1641 et affecté à l'armée de Picardie en 1642, il participe à la bataille de Rocroi et au siège de Thionville en 1643, au siège de Gravelines en 1644. Il passe en Catalogne, et se trouve siège de Roses, bataille de Llorens (ca) en 1645, au premier et au second siège de Lérida en 1646 et 1647. Rentré en France en 1649 le régiment se trouve aux prises de Quillebeuf et de Pont-Audemer, aux sièges de Cambrai, de Condé et de Maubeuge, à la prise du château de Saumur en 1650, au secours de Cognac, et au « siège des tours de La Rochelle » en 1651. Il est mis en garnison à Philippsbourg et Brisach jusqu'en 1653. Il rejoint l'armée de Catalogne en 1654, avec laquelle il participe à la prise de Puycerda. Rentré en France en 1659, il est employé en 1661 contre l'insurrection religieuse de Montauban. Le régiment est donné le 10 novembre 1665 à Louis-Philippe de Lorraine, comte d'Harcourt. Il fait en 1669 l'expédition de Candie. Il en revient presque anéanti, et il est licencié en 1672.

Régiment d'Harcourt (1675-1677)
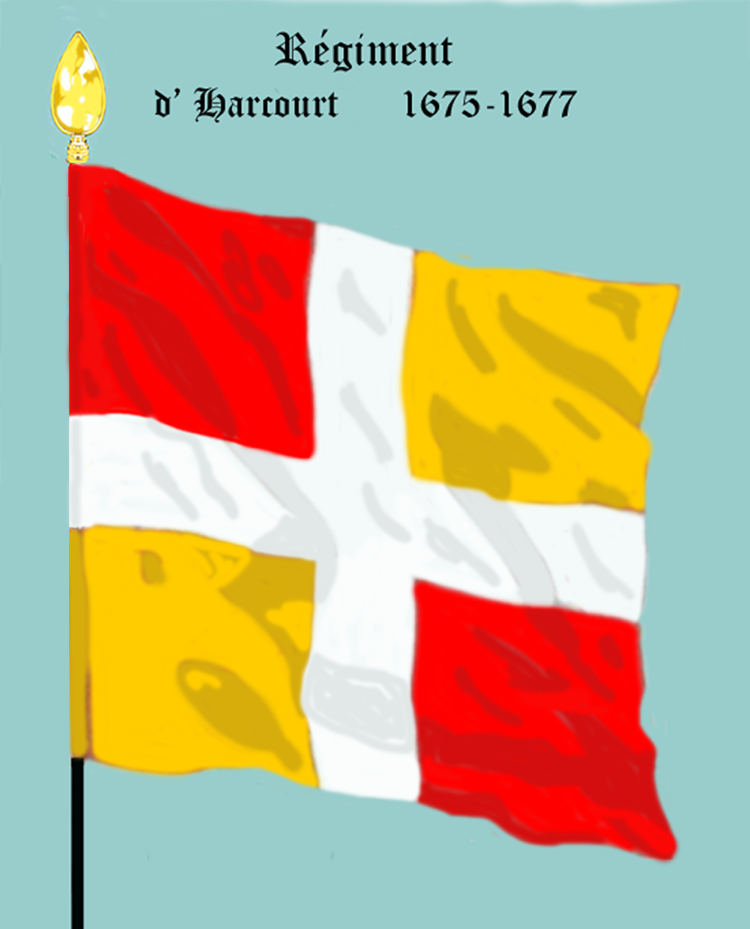

C'est l'ancien régiment de Sourches (1665-1675), qui est renommé « régiment d'Harcourt » le 20 février 1675 et qui prend le nom de régiment d'Humières (1677-1684) le 17 mars 1677.
- Régiment d'Harcourt (1675-1677)

- Régiment de Hartmanis 

C'est l'ancien régiment de Schawenstein, qui est renommé après la mort de son colonel Rodolphe de Schawenstein « régiment de Hartmanis » du nom de son successeur Hartmann de Hartmanis. Le 10 juillet 1589 le régiment arrive devant Pariset participe à la bataille d'Ivry en 1590. Il est congédié le 6 mai 1598 après la paix de Vervins. Ce régiment et les régiments de Fischer, d'Arreger et de Grissach faisaient partie de la capitulation négociée par Nicolas de Harlay de Sancy, à Ivry, qui y engagea le fameux diamant acquis par lui du roi de Portugal, et qui est resté connu sous le nom de Sancy.
- Régiment de Haucourt

C'est l'ancien régiment de Charnacé, qui dans le cadre de la guerre de Trente Ans, est renommé « régiment de Haucourt » en 1637 du nom de son nouveau mestre de camp N. de Haucourt. Il est licencié en 1650.
- Régiment de Hautbois-Saulaye

Ce régiment est levé, en Bretagne, en mai 1585, par N. de Hautbois-Saulaye, dans le cadre de la huitième guerre de Religion. En 1585 il participe à la siège de Fontenay et est licencié après cette campagne.
- Régiment d'Hautefort (1650-1650)

Le régiment est levé le 4 août 1650, par Jacques-François, marquis d'Hautefort. Il sert en Guyenne et est licencié après la campagne.
- Régiment d'Hautefort (1695-1698)

Ce régiment est créé le 8 novembre 1695 et formé le 23 décembre 1695 du bataillon de Lecomte du régiment d'Anjou, pour Jean-Louis, comte d'Hautefort-Bosen. Engagé dans la guerre de la Ligue d'Augsbourg, il est employé à l'armée de Flandre. Il est incorporé le 23 décembre 1698, après le traité de Ryswick, dans le régiment de La Couronne.
- Régiment d'Hauterive

Le régiment est levé en avril 1629, dans le cadre de la guerre de Trente Ans, par François de L'Aubespine, marquis d'Hauterive. Il passe au service de la Hollande et se distingue au siège de Breda en 1637. Il est licencié en 1650.
- Régiment de Heid 

Ce régiment est amené le 22 mars 1570, dans le cadre de la troisième guerre de Religion, par Jean de Lanten, dit Heid, de Fribourg. Il est congédié le 8 août 1570 à la paix de Saint-Germain-en-Laye. Rappelé 11 avril 1573 pour la quatrième guerre de Religion, il participe au siège de la Rochelle puis il est congédié le 12 novembre 1573, sauf deux compagnies qui forment le régiment de Tugginer. Une nouvelle fois rappelé en mai 1585, pour la huitième guerre de Religion, il sert en Provence et se trouve au siège de Chorges en 1586. Il est congédié en avril 1587.
- Régiment d'Hemel 

C'est l'ancien régiment de Surbeck (1692-1714), qui est renommé « régiment d'Hemel » le 8 mai 1714 et qui prend le nom de régiment de Bezenwald le 17 mai 1729.

Régiment d'Hemel (1714-1729)
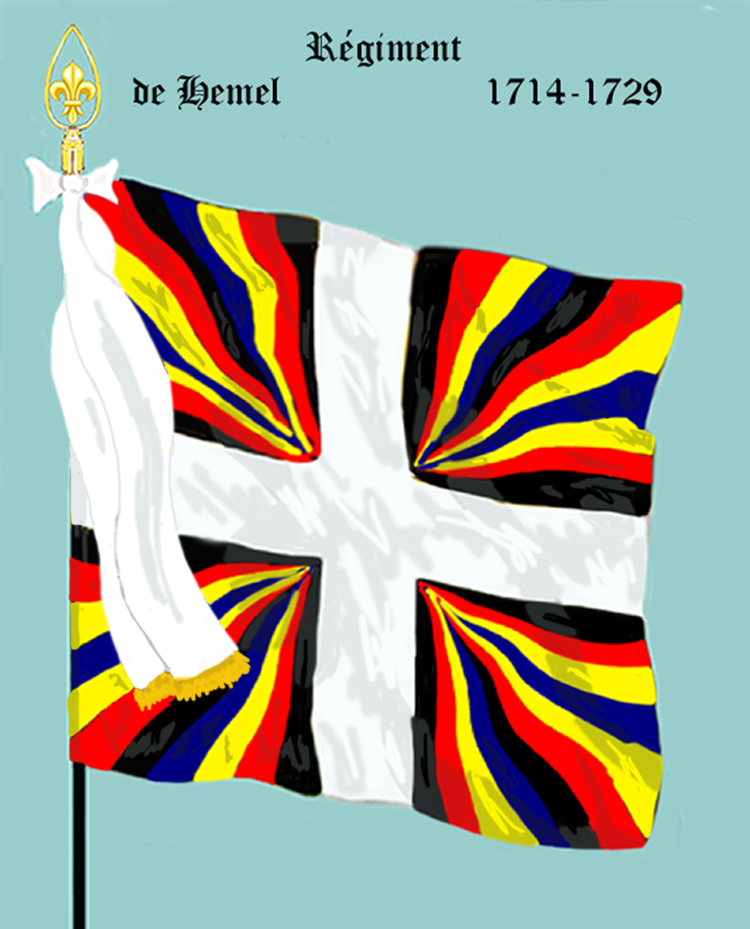

- Régiment d'Hémery

Le régiment est formé, par ordre du 14 août 1562, par Jean d'Hémery, seigneur de Villers, avec une partie des vieilles bandes de Champagne dans le cadre de la première guerre de Religion. Après avoir participé au siège de Rouen en 1562 il reste en garnison dans cette ville et est cassé le 19 mars 1563 à la paix d'Amboise. Rétabli le 28 septembre 1567 pour la deuxième guerre de Religion, il sert en Normandie et est cassé le 8 août 1570 à la signature de la paix de Saint-Germain-en-Laye. Rétabli le 1er mars 1574 dans le cadre de la cinquième guerre de Religion, il sert dans la Basse-Normandie, puis en Poitou ou il participe au siège de Fontenay-le-Comte. Il est licencié en 1575.
- Régiment d'Hénin 

Ce régiment liégeois est levé le 22 août 1634, par N. comte d'Hénin. Il prend le nom de régiment de La Rochette après avoir été donné à N. de La Rochette en 1635.
- Régiment d'Henrichemont

Le régiment est levé le 16 décembre 1635 par N. de Béthune-Sully, prince d'Henrichemont. Affecté à l'armée d'Italie il se trouve à la bataille de Buffalora (it) en 1636. Il prend le nom de régiment de Béthune après avoir été donné en 1641 à N. marquis de Béthune.
- Régiment d'Hepburn 

Ce régiment écossais est levé le 6 mars 1633 par John Hepburn, dit le colonel Hebron. Le régiment débarque, en France, au mois d'août à Boulogne, fort de 2 000 hommes, « bons soldats, la plupart gentilshommes ». Affecté à l'armée de Lorraine, il participe, dans le cadre de la guerre de Trente Ans, en 1633, au siège de Nancy, puis aux prises d'Haguenau, de Saverne, de Lunéville puis à celles de Bitche et de La Mothe et au secours de Heidelberg et de Philisbourg en 1634. En 1635, il se trouve à la prise de Spire, au combat de Fresche, à la prise de Bingen, au secours de Mayence, à la prise de Deux-Ponts, au combat de Vaudrevange, puis en 1636, au siège de Saverne durant lequel le colonel est tué. Le 20 juillet 1636 il est donné à Jacques, comte de Douglas devenant le régiment de Douglas.
- Régiment d'Herbouville (1652-1666)

C'est l'ancien régiment de Navailles, qui est renommé « régiment d'Herbouville » en 1652 et qui prend le nom de régiment de Saint-Vallier (1666-1671) en 1666.

Régiment d'Herbouville (1652-1666)
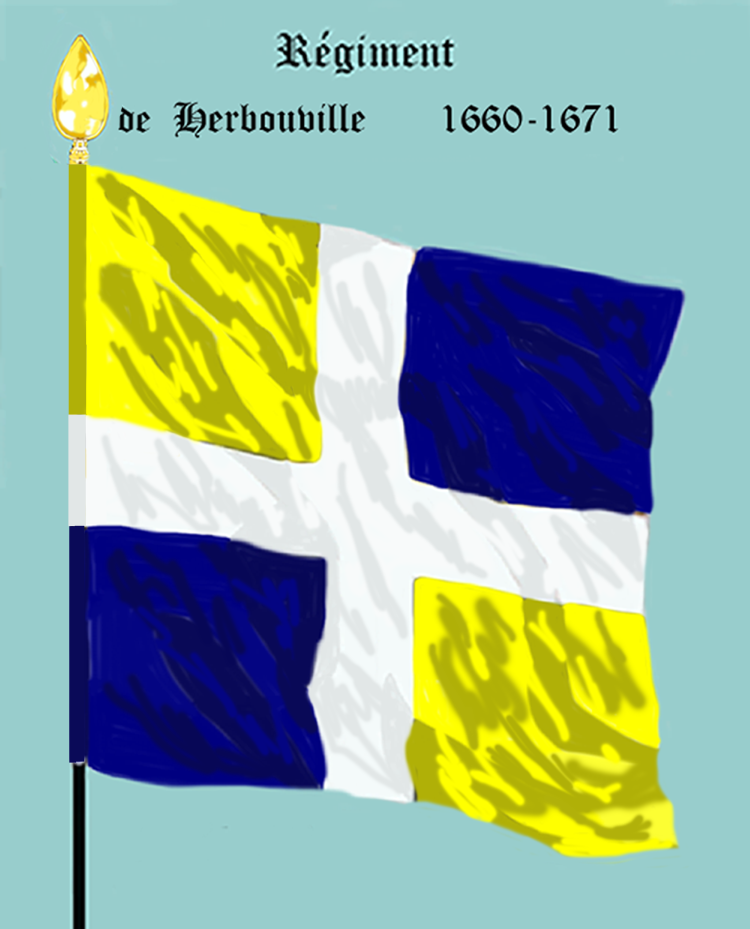

- Régiment d'Herbouville

Le régiment est formé 1er janvier 1689 des milices de Rouen, par Adrien, comte d'Herbouville. Engagé dans la guerre de la Ligue d'Augsbourg, il sert d'abord sur les côtes puis rejoint l'armée de Flandre, avec laquelle il se trouve à la bataille de Neerwinden, et au siège de Charleroi en 1693 puis il fait les campagnes de 1696 et 1697 sur la Meuse. Il est licencié 30 mars 1698.
- Régiment d'Hernoton

C'est l'ancien régiment d'Astour, qui est renommé « régiment d'Hernoton » après avoir été donné en août 1711 après avoir été donné à N. d'Hernoton. Engagé dans la guerre de Succession d'Espagne, il est licencié le 31 décembre 1713.
- Régiment d'Hérouville

Le régiment est levé le 3 septembre 1702 par N. d'Hérouville. Engagé dans la guerre de Succession d'Espagne, il sert à l'armée de Flandre. Il prend le nom de régiment de Thézut après avoir été donné en 1704 à N. de Thézut.
- Régiment de Hessy 

C'est l'ancien régiment de Pfiffer (1672-1689), qui est renommé « régiment de Hessy » le 20 décembre 1689 et qui prend le nom de régiment de Burky le 30 novembre 1729.

Régiment de Hessy (1689-1729)
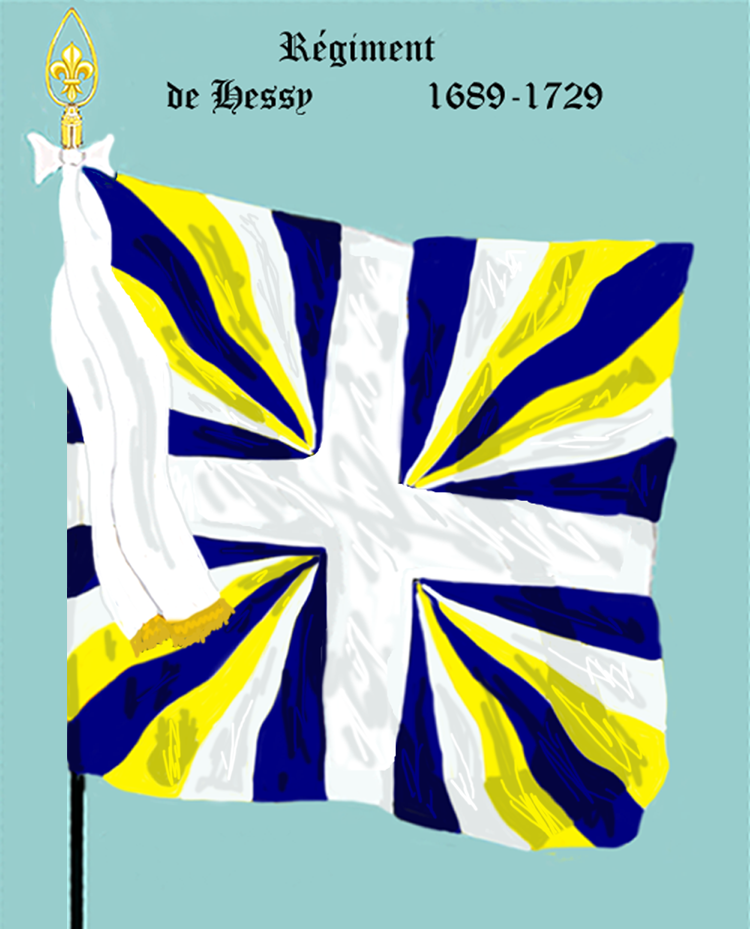

- Régiment d'Heudicourt

Ce régiment est le 10 février 1641 par Michel Sublet d'Heudicourt dans le cadre de la guerre de Trente Ans. Il participe aux sièges de Collioure et de Perpignan en 1642. Mis en garnison à Landrecies, il est licencié en 1648.
- Régiment d'Hoccart

C'est l'ancien régiment de Carné, qui est renommé « régiment d'Hoccart » après avoir été donné le 20 janvier 1708 à Zacharie Hoccart. Engagé dans la guerre de Succession d'Espagne, il est incorporé le 21 janvier 1714 dans le régiment de Navarre.
- Régiment d'Hocquincourt (1617-1640)

Ce régiment est levé 8 mai 1617 par Georges de Monchy, marquis d'Hocquincourt. Réformé le 2 juin 1619 il est rétabli le 3 mars 1622, pendant les rébellions huguenotes, et participe aux sièges de Saint-Antonin et de Montpellier et est réformé le 14 février 1623. Rétabli le 3 février 1630, il participe à la campagne de Savoie. Réformé en octobre 1630, le régiment est rétabli le 27 février 1632, dans le cadre de la conquête de la Lorraine. Mis en garnison à Schlesladt, il est donné en 1639 à Charles de Mannay de Camps-en-Amienois et prend le nom de régiment de Camps. Il est licencié le 16 août 1640.
- Régiment d'Hocquincourt (1633-1635)

Ce régiment est levé 10 août 1633 par Charles de Monchy, marquis d'Hocquincourt, dans le cadre de la guerre de Trente Ans. En 1633, il participe au siège de Nancy et sert en Alsace en 1635. Il est licencié après la campagne.
- Régiment d'Hocquincourt (1652-1656)

C'est l'ancien régiment du Buisson (1635-1652), qui, après avoir été donné le 9 février 1652 à Charles de Monchy, maréchal d'Hocquincourt prend le nom de « régiment d'Hocquincourt ». Il est licencié en 1656.
- Régiment d'Hocquincourt (1652-1659)

C'est l'ancien [régiment de Mazancourt, qui, après avoir été donné le 6 mai 1652 à Charles de Monchy, marquis d'Hocquincourt, prend le nom de « régiment d'Hocquincourt ». Mis en garnison à Péronne, il est donné le 31 mars 1653 à Georges d'Hocquincourt, fils du précédent, qui défend Péronne contre son père en 1656. Le régiment est licencié 12 décembre 1659.
- Régiment de Hohen-Sax 

Levé en 1556, durant la dixième guerre d'Italie, par Ulrich Philippe, baron de Hohen-Sax, pour l'armée de Picardie, il est renvoyé la même année après la trêve de Vaucelles.
- Régiment d'Horion 

Ce régiment liégeois est levé le 25 mars 1757 par N., comte d'Horion. Engagé dans la guerre de Sept Ans il sert dans l'armée d'Allemagne. Il est licencié le 25 novembre 1762. Habit bleu, parements, revers, collet, veste et doublure rouges; boutons et agréments jaunes; douze sur chaque côté de l'habit, trois sur chaque parement, douze sur chaque côté de la veste, trois sur les poches de l'habit et de la veste, chapeau bordé d'or.
- Régiment d'Hossifaire

Ce régiment est levé le 14 décembre 1695 par N. d'Hossifaire. Engagé dans la guerre de la Ligue d'Augsbourg, il sert à l'armée d'Italie en 1696 et à l'armée du Rhin en 1697. Il est réformé le 18 novembre 1698.
- Régiment d'Hôtel (1630-1631)

Ce régiment est levé le 3 février 1630, par Ferry de Choiseul, vicomte d'Hôtel, dans le cadre de la guerre de Succession de Mantoue. Il participe à la conquête de la Savoie puis il est licencié après le traité de Cherasco en 1631.
- Régiment d'Hôtel (1616-1650)

Ce régiment est levé le 16 septembre 1616, par César de Choiseul du Plessis-Praslin, comte d'Hôtel. Il est renommé régiment de Joinville en 1624. Il prend les noms de régiment de Plessis-Praslin, en 1627 puis de nouveau celui de « régiment d'Hôtel » en 1643 puis redevient le régiment de Plessis-Praslin en 1650.

Régiment d'Hôtel (1616-1650)
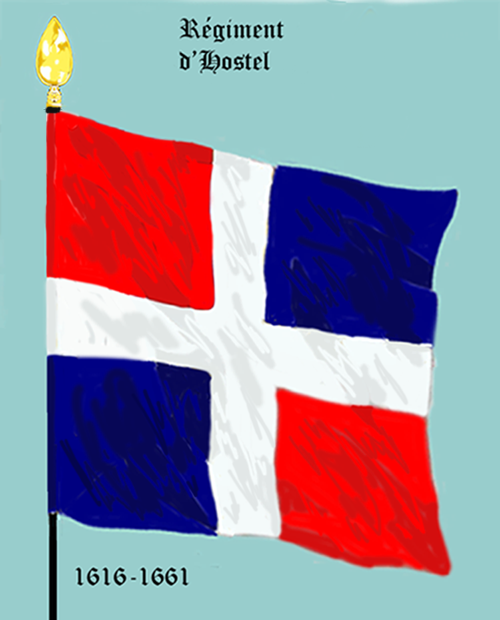

- Régiment d'Hôtel (1646-1655)

Ce régiment est levé le 14 mars 1646, par Ferry de Choiseul, vicomte d'Hôtel, pour tenir garnison à Béthune. Il prend le nom de régiment de Créqui, le 4 mars 1655, après avoir été donné à François de Blanchefort, marquis de Créqui.
- Régiment d'Houdancourt (1630-1635)

Le régiment est levé le 3 février 1630, par Antoine de La Mothe, marquis d'Houdancourt. Affecté à l'armée de Savoie, dans le cadre de la guerre de Succession de Mantoue il passe, après le traité de Cherasco, à l'armée de Lorraine en 1631 ou il est mis en 1632 en garnison à Marsal. Il est réduit à une compagnie franche en 1635.
- Régiment d'Houdancourt (1640-1659)

C'est l'ancien régiment de Nanteuil, qui, après avoir été donné est à Antoine de La Mothe, marquis d'Houdancourt est renommé « régiment d'Houdancourt » le 27 juillet 1640. Il est licencié le 12 décembre 1659.
- Régiment d'Houdenhoe 

C'est l'ancien régiment de Rheingraff, qui prend le nom de « régiment d'Houdenhoe » après avoir été donné en 1708 à N. baron d'Houdenhoe. Engagé dans la guerre de Succession d'Espagne il est licencié en 1712.
- Régiment d'Houdetot (1702-1714)

Ce régiment est levé le 10 décembre 1702 par Charles, marquis d'Houdetot. Engagé dans la guerre de Succession d'Espagne il rejoint l'armée du Rhin, participe à l'expédition de Villars en 1706, passe en Flandre en 1707. Il est licencié le 30 décembre 1714.
- Régiment d'Houdetot (1706-1712)

Ce régiment est levé le 4 février 1706 par N. comte d'Houdetot. Engagé dans la guerre de Succession d'Espagne il sert dans les garnisons de Flandre. Il prend le nom de régiment de Caylus (1712-1714) après avoir été donné en août 1712 à N. chevalier de Caylus.
- Régiment d'Houdetot (1712-1714)

C'est l'ancien régiment de Choisel, qui prend le nom de « régiment d'Houdetot » après avoir été donné en août 1712 à N. chevalier d'Houdetot. Engagé dans la guerre de Succession d'Espagne il sert à l'armée d'Espagne et participe au siège de Barcelone durant lequel son colonel est tué. Le régiment est licencié en 1714.
- Régiment d'Houdetot (1712-1714)

C'est l'ancien régiment de Damas (1708-1712), qui est renommé « régiment d'Houdetot » après avoir été donné en août 1712 à N. comte d'Houdetot. Engagé dans la guerre de Succession d'Espagne il sert dans l'armée de Catalogne en 1713 et participe au siège de Barcelone en 1714 durant lequel le colonel y est tué. Il prend le nom de régiment de Guerchy après avoir été donné en 1714 à N. de Regnier, comte de Guerchy.
- Régiment de Hug 

En 1555, durant la dixième guerre d'Italie, le colonel Jean Hug, de Lucerne, amène à l'armée de Picardie, un corps 4 000 hommes. Le colonel est remplacé, la même année, par le colonel Von Pro, d'Uri. Le régiment est congédié à la fin de la campagne.
- Régiment d'Humières (1658-1660)

Ce régiment est levé le 26 janvier 1658 par Louis de Crevant, marquis d'Humières dans le cadre de la guerre franco-espagnole. Il participe au siège de Dunkerque, puis il est reconstitué le 15 avril 1659, et mis en garnison à Ypres. Il est licencié le 20 juillet 1660.
- Régiment d'Humières (1677-1684)

C'est l'ancien régiment d'Harcourt (1675-1677), qui est renommé « régiment d'Humières » le 17 mars 1677 et qui prend le nom de régiment de La Châtre le 16 mai 1684.

Régiment d'Humières (1677-1684)
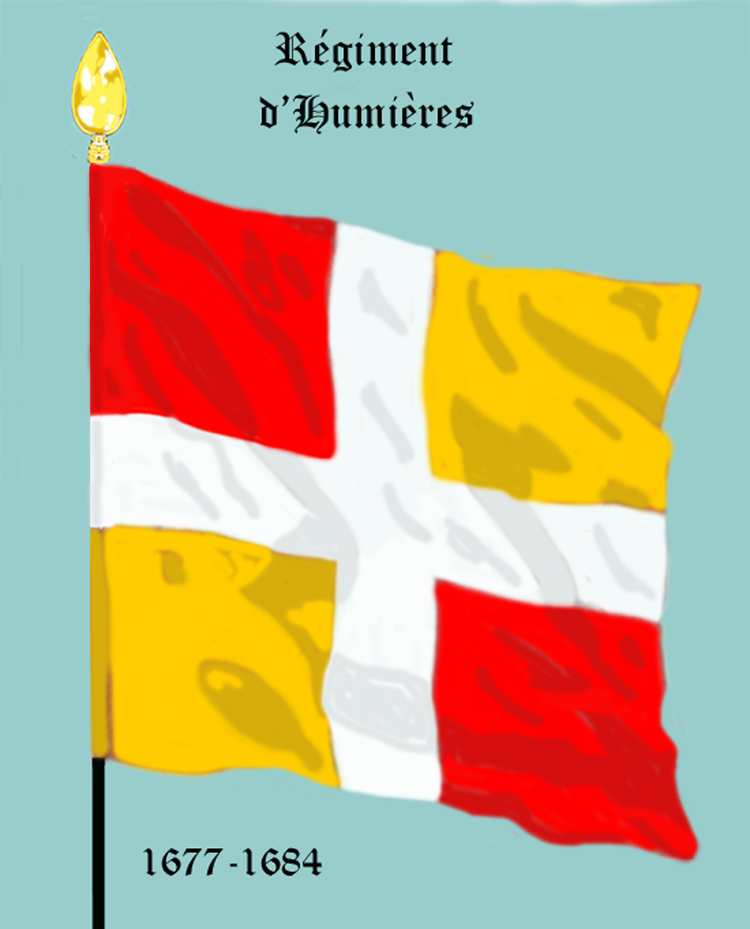

- Régiment d'Humières (1690-1702)

C'est l'ancien régiment de Chappes (1689-1690), qui est renommé « régiment d'Humières » en 1690 et qui prend le nom de régiment de Charost en 1702.
- Régiment d'Huxelles (1617-1623)

Ce régiment est levé 12 avril 1617 par Jacques du Blé, marquis d'Huxelles. Réformé le 1er mai 1617 il est rétabli le 3 mars 1622, pendant les rébellions huguenotes, et licencié le 14 février 1623.
- Régiment d'Huxelles (1625-1629)

C'est l'ancien régiment de Trémont, qui après la mort de son mestre de camp est donné à Jacques du Blé, marquis d'Huxelles et renommé « régiment d'Huxelles » en 1625. Réformé en mai 1626, le régiment est rétabli en mai 1628 dans le cadre de la guerre de Succession de Mantoue. Il sert en Savoie et est licencié après la campagne de 1629.
- Régiment d'Huxelles (1639-1659)

C'est l'ancien régiment de Boyons, qui, après avoir été donné à Louis Chalons du Blé, marquis d'Huxelles, le 15 novembre 1639, prend le nom de « régiment d'Huxelles » puis il est renommé régiment de Mazarin-Français le 11 février 1659.
- Régiment d'Huxelles (1673-1675)

Ce régiment est levé le 30 octobre 1673 par Nicolas du Blé, marquis d'Huxelles. Il prend le nom de régiment de Plessis-Bellière le 22 janvier 1675.

Régiment d'Huxelles (1673-1675)
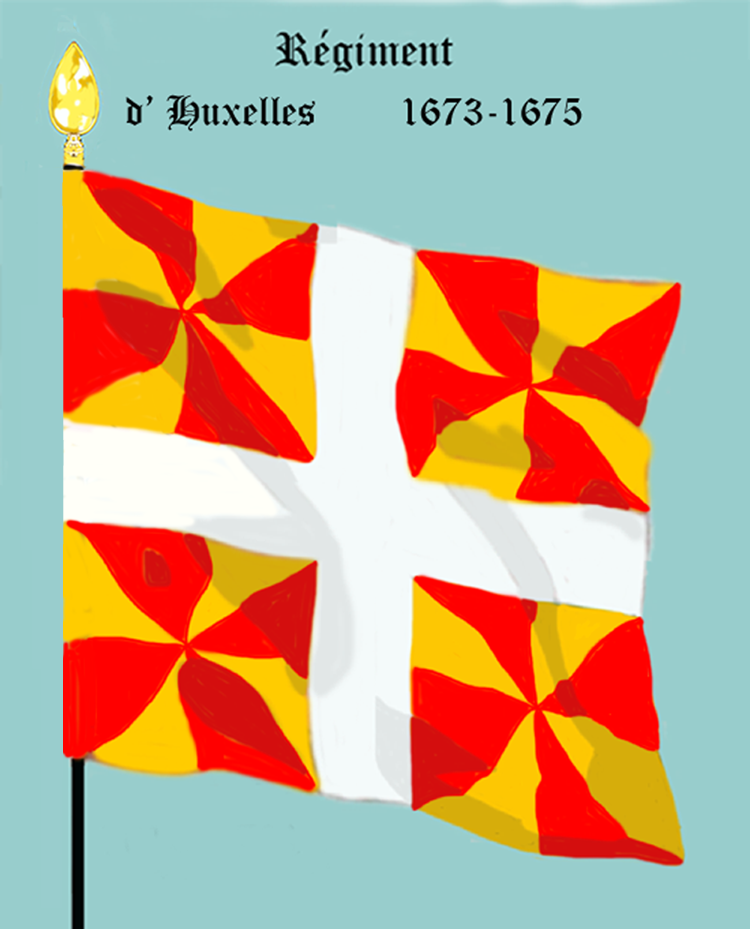